# Parochodaeus duplex
Parochodaeus duplex är en skalbaggsart som beskrevs av Leconte 1868. Parochodaeus duplex ingår i släktet Parochodaeus och familjen Ochodaeidae. Inga underarter finns listade i Catalogue of Life.